# Casa Humbert Galítzia
La Casa Humbert Galítzia, o Casa Gaietà Galítzia, és un edifici del centre de Terrassa, inclòs en l'Inventari del Patrimoni Arquitectònic de Catalunya, situat a la cantonada del carrer de la Rasa i el de la Indústria.

## Arquitectura

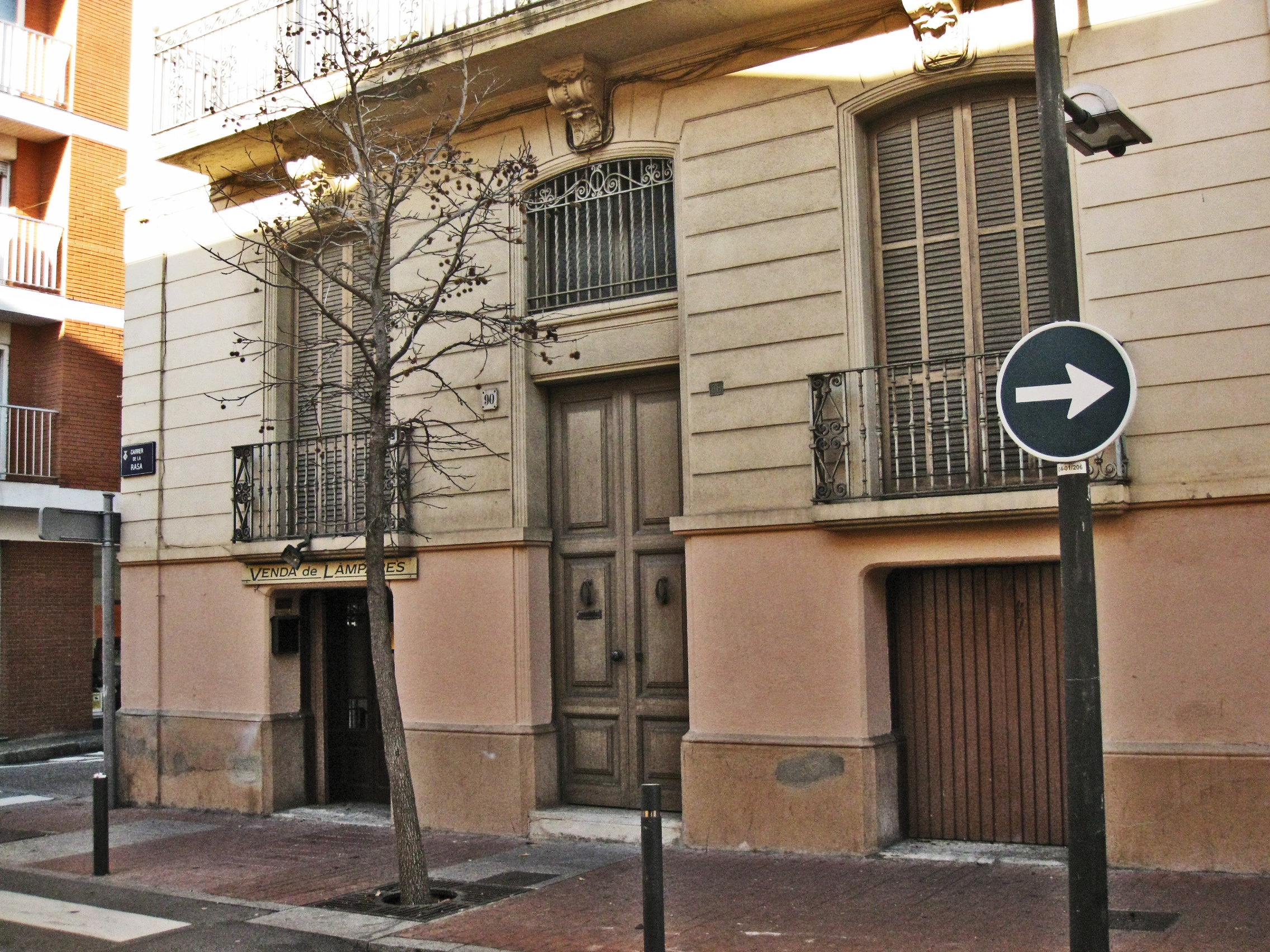
Detall de la façana principal, que dona al carrer de la Rasa

És un edifici cantoner de planta rectangular, amb planta baixa i dos pisos, i terrat superior. La façana principal, al carrer de la Rasa, mostra una distribució simètrica de les obertures, que són allindanades. Als pisos superiors hi ha balcons amb barana de ferro. Són remarcables les cartel·les de suport a la balconada del segon pis, de tres de les obertures. L'edifici es corona amb cornisa i barana llisa.

## Història
La casa va ser bastida l'any 1879 per l'arquitecte Miquel Curet i Roura en estil eclèctic. El propietari d'aquest habitatge també ho era del Cinema Alegria, el primer obert a Terrassa, el 1907, a l'edifici del costat de casa seva, al carrer de la Rasa núm. 74-86. El cinema fou transformat el 1916 per Lluís Muncunill i Parellada, arquitecte que va refer també en estil noucentista la casa Galítzia, ara per encàrrec d'Humbert Galítzia, fill del primer propietari.